# Leadenhall Building
Leadenhall Building, también conocido por su dirección, 122 Leadenhall Street, es un rascacielos de oficinas de 225 metros de altura situado en Londres, Reino Unido. Fue diseñado por Rogers Stirk Harbour + Partners y es apodado coloquialmente como "The Cheesegrater" ("el rallador de queso") por su característica forma de cuña. Es uno de los varios rascacielos construidos recientemente o en construcción en la City de Londres, como 20 Fenchurch Street, The Pinnacle, o 52–54 Lime Street.
La parcela está al lado del Lloyd's Building, también diseñado por Rogers, sede del mercado de seguros Lloyd's of London. Hasta 2007 la parcela de Leadenhall estaba ocupada por un edificio construido en los años sesenta, propiedad de la promotora British Land y diseñado por Gollins Melvin Ward Partnership. Este edificio fue demolido antes de la construcción del nuevo rascacielos. En diciembre de 2009, la parcela estaba limpia pero la construcción se había parado. El proyecto, retrasado inicialmente debido a la crisis financiera, fue retomado en octubre de 2010, desde cuando Oxford Properties co-promovió el edificio en colaboración con British Land.
En mayo de 2013, los promotores anunciaron que el edificio estaba pre-alquilado en un 51%, tras haberse firmado acuerdos con las aseguradoras Aon y Amlin.

## Historia
Antes de la construcción del edificio de los años sesenta, la parcela se usó como la sede de Peninsular and Oriental Steam Navigation Company (P&O) durante más de un siglo. Desde 1840, P&O había tenido su sede en las oficinas de Willcox & Anderson. Sin embargo, los negocios al este del golfo de Suez aumentaron a finales de la década de 1840, haciendo que la empresa necesitara más oficinas. En noviembre de 1845, se puso a la venta la posada y hotel King's Arms en el 122 de Leadenhall Street. P&O lo compró por £7 250, y encargó al arquitecto Beachcroft que diseñara un nuevo edificio. El coste del nuevo edificio se estimó en £8 000. En marzo de 1848, P&O se trasladó al nuevo edificio.
En 1854, P&O intentó sin éxito comprar el edificio vecino en el 121 de Leadenhall Street, sin embargo consiguieron un contrato de alquiler de su propietario. También consiguió arrendamientos de 80 años al St. Thomas's Hospital en los edificios residenciales de los números 123, 124 y 125 de Leadenhall Street, que fueron demolidos para crear una nueva fachada en el número 122. El nuevo edificio proporcionó más espacio de oficinas, parte del cual se alquiló, y un patio espacioso.
A mediados de la década de 1960 P&O necesitaba recalificar la parcela para conseguir más espacio de oficinas, de nuevo. Al mismo tiempo, la Commercial Union Assurance Company estaba planeando una reurbanización de una parcela adyacente, en la esquina con St. Mary Axe. Sin embargo, debido a una serie de problemas que afectaban a ambas parcelas, especialmente el mal acceso a la parcela de Commercial Union y la poca anchura de la parcela de P&O, no fue posible conseguir los permisos urbanísticos que optimizarían la superficie necesitada por las dos empresas. Como resultado, las empresas decidieron participar en un proyecto conjunto que involucraría el traslado de los límites de la parcela y la creación de un espacio abierto en la intersección de Leadenhall Street y St. Mary Axe. Ambas empresas tendrían fachadas a este espacio y mantendrían superficies equivalentes a las encerradas por los límites originales.

## Edificios anteriores

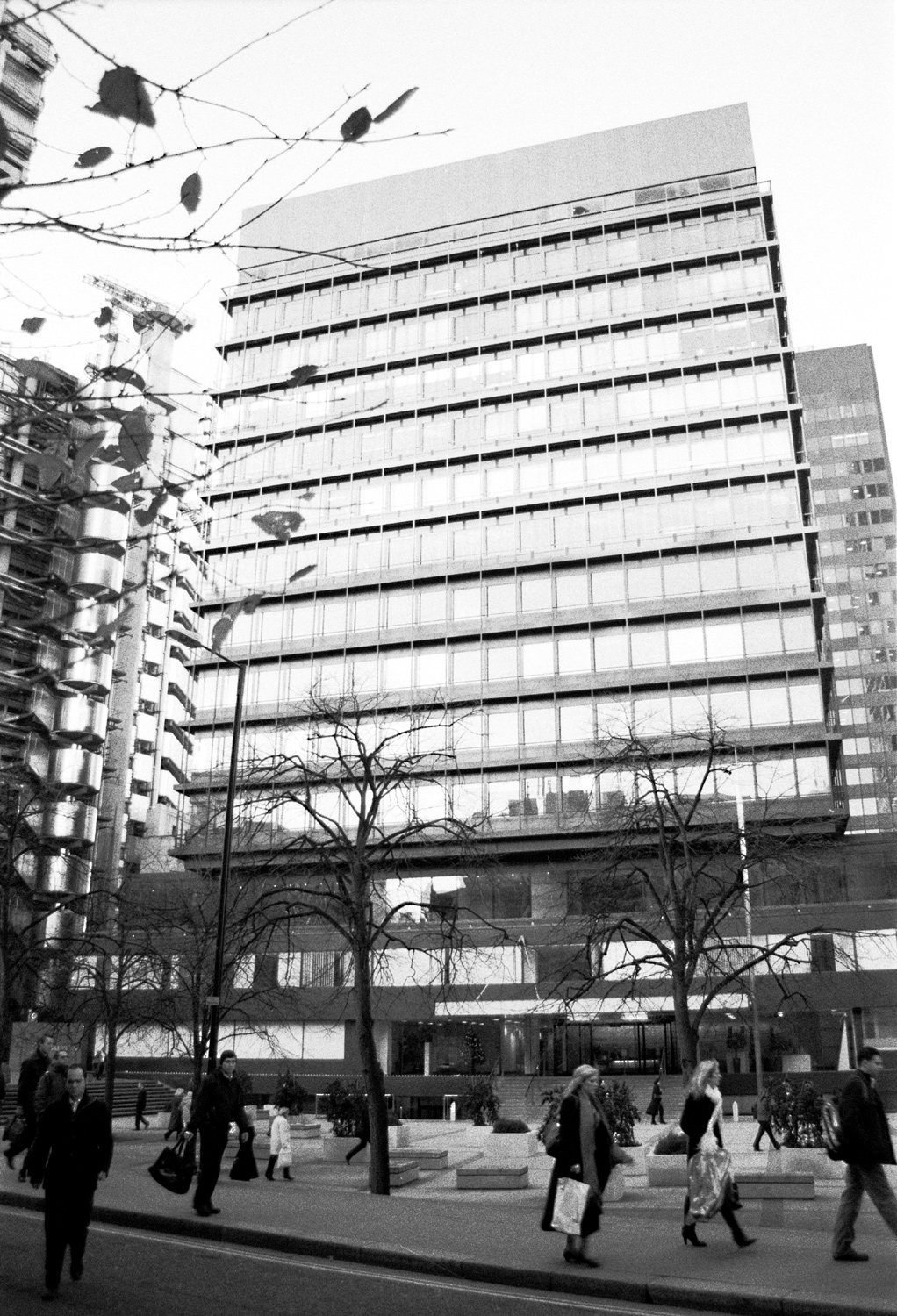
El edificio de 1969 en el 122 de Leadenhall Street en una fotografía en blanco y negro tomada en 2007.

El edificio construido en 1969 en el 122 de Leadenhall Street tenía 54 metros de altura, con catorce plantas y tres sótanos. Fue diseñado por los arquitectos Gollins Melvin Ward Partnership como una pareja con la sede de Commercial Union (ahora llamado St. Helen's). Los dos edificios tienen un núcleo central de hormigón y plantas suspendidas que cuelgan usando 'cuerdas' de acero exteriores, que cuelgan de celosías en la cima del edificio (y en el caso de No. 1 Undershaft, otra celosía central). Es un ejemplo de estructura de tensión; en su momento, se consideró uno de los edificios de vidrio más complejos del Reino Unido. Los arquitectos reconocieron la influencia de Mies van der Rohe.
El edificio fue dañado sustancialmente por un explosivo del IRA a comienzos de los años noventa y tuvo que ser revestido de nuevo. Fue ocupado por varias empresas hasta noviembre de 2006, incluidos el Italian International Bank y Calyon.
Entre 2007 y 2008, se demolió este edificio para permitir la construcción del nuevo rascacielos diseñado por Richard Rogers. La demolición fue realizada por McGee Group Ltd, con Bovis Lend Lease como directores de obra. El valor del contrato fue de £16 millones. La primera fase de la demolición fue convencional: tras asegurar la parcela, los contratistas limpiaron el interior y realizaron un estudio de amianto antes de demoler las estructuras bajas hasta el nivel del podio. Después de esto, la estructura suspendida del edificio exigió una demolición poco convencional, que consistió en desmontar sucesivamente cada planta de la más baja a la más alta. Para conseguir esto, los contratistas instalaron una plataforma de trabajo que actuaba también como barrera de seguridad. Esta plataforma se elevaba según se retiraba cada planta de oficinas. Cuando se habían retirado todas las plantas de oficinas y las celosías superiores, se destensó y se demolió el núcleo de hormigón. Al mismo tiempo, el sótano de 25 000 m³ fue apuntalado y excavado. La demolición se tardó en completar solo dos años.

## The Leadenhall Building
Diseñado por Richard Rogers y promovido por British Land y Oxford Properties, el nuevo Leadenhall Building tiene 225 metros de altura y 48 plantas. Debido a su característico perfil con forma de cuña ha sido apodado the Cheesegrater (el rallador de queso), nombre dado originalmente a él por el director de urbanismo de la City of London Corporation, Peter Rees, que al ver una maqueta del diseño "le dijo Richard Rogers que podía imaginar a su mujer usándolo para rallar parmesano."

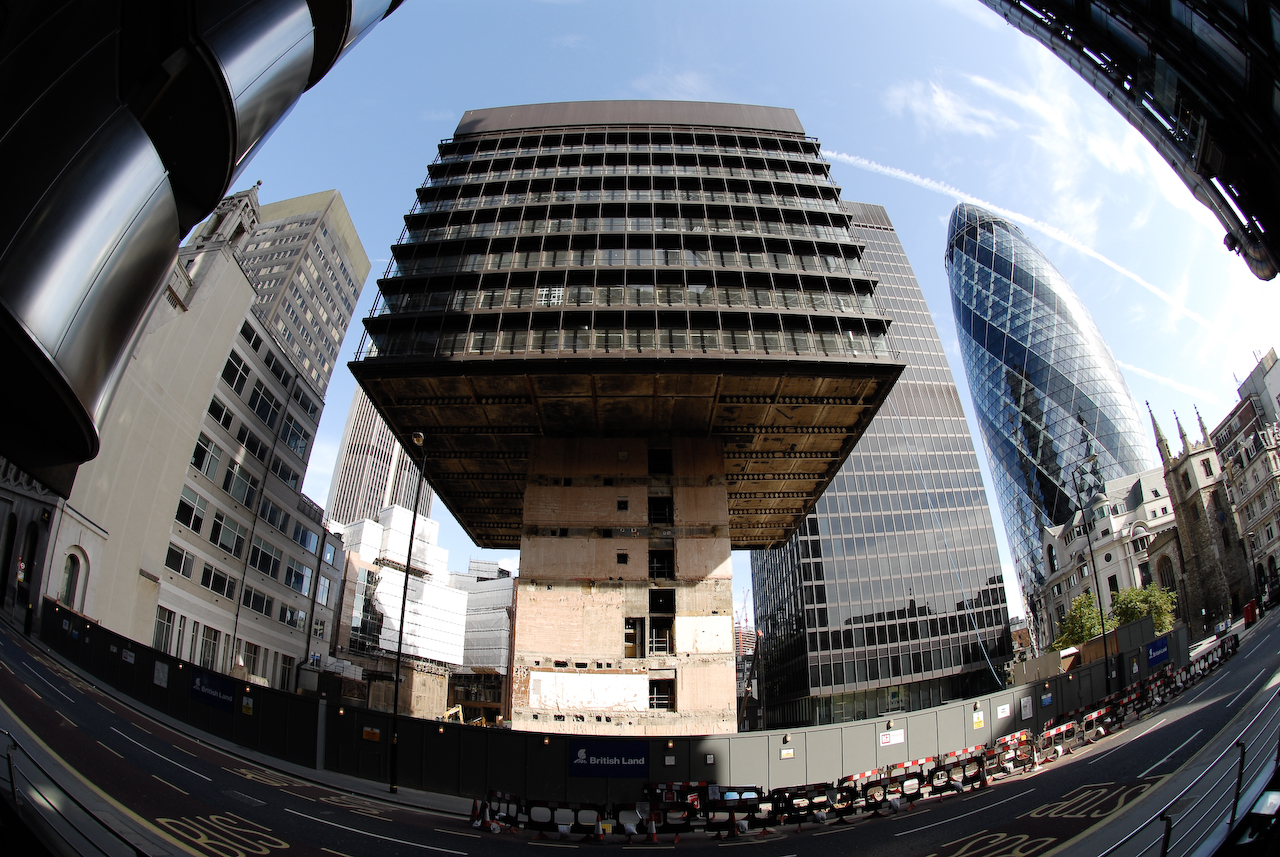
El edificio de 1969 en proceso de demolición en 2007.

En febrero de 2004 se presentó la solicitud del permiso de construcción a la City of London Corporation, que fue aprobada en mayo de 2005. En unas declaraciones a la Bolsa de Londres del 14 de agosto de 2008, British Land dijo que estaba aplazando el proyecto, que comenzaría en octubre de 2010. El 22 de diciembre de 2010, el promotor anunció que el proyecto estaba avanzando y que se habían firmado contratos para una unión temporal de empresas 50/50 con Oxford Properties.
QUI
La nueva torre tiene una fachada inclinada de cristal en un lado que deja ver los refuerzos de acero, junto con un armazón con forma de escalera que resalta la verticalidad del edificio. También sirve para anchor la torre al terreno, dando impresión de fortaleza. Al contrario que otros rascacielos, que usan un núcleo de hormigón para proporcionar estabilidad, esta función la cumple una superestructura de acero, diseñada por los ingenieros Arup, que es la más alta del mundo. En la base hay un atrio de 30 m de altura abierto al público que amplía la plaza adyacente. El lado plano del edificio también está revestido con cristal, y alberga los servicios mecánicos, en particular los ascensores. Estos se han convertido en un elemento arquitectónico similar a los del vecino Lloyd's Building (muestran deliberadamente la maquinaria del ascensor con contrapesos pintados de naranja brillante y los motores de los ascensores).
El principal inconveniente de este inusual diseño es la relativamente pequeña superficie del edificio para un rascacielos de su altura (84 424 m²). Sin embargo, se espera que este diseño con forma de cuña tenga menos impacto en la línea de visión protegida de la Catedral de San Pablo desde Fleet Street y el oeste.
La construcción costó unos £286 millones.
En julio de 2011, British Land y Oxford Properties anunciaron que Laing O'Rourke sería el contratista principal de las obras del nuevo Leadenhall Building. En 2011 comenzó la construcción de las plantas del sótano. En diciembre de 2012, la estructura de acero había progresado hasta la quinta mega-planta, y se esperaba coronar el edificio en febrero o marzo. También había comenzado a elevarse la fachada de cristal. En junio de 2013, la estructura de acero del edificio estaba completamente terminada y la fachada de cristal cubría casi la mitad del edificio.
La construcción del edificio fue el tema de un episodio de febrero de 2014 de la serie documental Super Skyscrapers de la cadena de televisión americana PBS.

## Ocupantes
El edificio ha conseguido atraer ocupantes, especialmente en comparación con el cercano Pinnacle (parado) y la Heron Tower (construida). En mayo de 2011 se anunció que las diez plantas más bajas del Leadenhall Building habían sido pre-alquiladas a la aseguradora Aon, que trasladó su sede mundial de Chicago a Londres. La aseguradora Amlin también ha firmado un contrato de alquiler por veinte años de las plantas 18 a 24 junto con la planta más alta (la 45) desde marzo de 2015, con un total de 10 300 m² de oficinas.